# 福岡詩優
福岡 詩優（ふくおか うたゆう、1963年7月17日 - ）は、東京演芸協会に所属する日本で唯一の女性大正演歌師である。埼玉県出身。本名は、長島優香。

## 人物
埼玉県出身。2000年福岡詩二に入門。師匠の福岡詩二と一緒にバイオリンを片手に大正演歌を中心に活動。

## 主な演目
- カチューシャの唄
- 籠の鳥
- 金色夜叉の歌
- 東京節